# Kanton Allassac
 Allassac  is een kanton van het Franse departement Corrèze. Het kanton maakt deel uit van het arrondissement  Brive-la-Gaillarde.  

Het telt 16.022 inwoners in 2018.

Het kanton werd gevormd ingevolge het decreet van 24  februari 2014 met uitwerking op 22 maart 2015 met Allassac als hoofdplaats..

## Gemeenten
Het kanton Allassac omvat volgende 12 gemeenten:
- Allassac
- Donzenac
- Estivaux
- Orgnac-sur-Vézère
- Perpezac-le-Noir
- Sadroc
- Saint-Bonnet-l'Enfantier
- Saint-Pardoux-l'Ortigier
- Saint-Viance
- Sainte-Féréole
- Troche
- Vigeois

Dit zijn alle gemeenten van de opgeheven kantons Donzenac en Vigeois.